# Football Club La Chaux-de-Fonds
 (septembre 2023).
Si vous disposez d'ouvrages ou d'articles de référence ou si vous connaissez des sites web de qualité traitant du thème abordé ici, merci de compléter l'article en donnant les références utiles à sa vérifiabilité et en les liant à la section « Notes et références ».
Maillots
Le FC La Chaux-de-Fonds est un club de football de la ville de La Chaux-de-Fonds en Suisse.
Il évolue en 1re ligue (4e division).
Le club possède également une équipe évoluant en 2e ligue ce qui correspond à la 7e division.

## Histoire

### 1894
Le comité de l'Union Chrétienne des Jeunes Gens désigne une commission pour traiter de la question du football à La Chaux-de-Fonds. Cette commission est composée de Paul Pettavel, Charles Nicolet, Charles Huguenin et Arnold Indermuhle. Ce sont ces 4 personnes qui, le 4 juillet 1894, signent l'acte de naissance du FC La Chaux-de-Fonds.

### 1900
Le FCC est accueilli comme le 13e club de l'Association helvétique.

### 1904
Durant l'Assemblée générale, le mouvement du football se sépare de l'Union Chrétienne des Jeunes Gens et devient indépendant.

### 1940
Inauguration du “Parc des sports” de la Charrière.

### 2009
Le club est rétrogradé en 4e ligue à la suite de problèmes administratifs. Il est finalement repêché en 2e ligue Neuchâteloise.

### 2013
Le club réussit le doublé Coupe-Championnat, remportant au passage la première Coupe Neuchâteloise de son histoire et le championnat de 2e ligue Neuchâteloise. Dès la saison 2013-2014 le FCC évolue en 2e ligue interrégionale.

### 2015
Le club est promu en 1er ligue (4e division).

### 2016
Le club est à nouveau promu, cette fois en promotion league (3e division).

### 2019
À la suite de problèmes financiers et extra-sportifs, le club est relégué en 1er ligue (4e division).

## Palmarès et résultats

### Palmarès
- Championnat de Suisse
  - 1954, 1955, 1964
- Coupe de Suisse
  - 1948, 1951, 1954, 1955, 1957, 1961
    - Finaliste 1964
- 2e Ligue Neuchâteloise
  - Champion en 2013
- Coupe Neuchâteloise
  - Vainqueur en 2013

### Bilan saison par saison
| Saison    | Championnat | Championnat | Championnat | Championnat | Championnat | Championnat | Championnat | Championnat | Championnat | Championnat | Championnat | Buteur   | Buteur | Coupe de Suisse | Coupes d'Europe | Coupes d'Europe |
| Saison    | Div.        | Pos.        | Pts         | M           | V           | N           | D           | BP          | BC          | Diff.       | Affl.       | Nom      | Buts   | Coupe de Suisse | Compét.         | Tour            |
| --------- | ----------- | ----------- | ----------- | ----------- | ----------- | ----------- | ----------- | ----------- | ----------- | ----------- | ----------- | -------- | ------ | --------------- | --------------- | --------------- |
| 2005-2006 | D2          | 5e          | 58          | 34          | 15          | 13          | 6           | 60          | 44          | +16         | 746         | Valente  | 16     | 1/16e de f.     | -               | -               |
| 2006-2007 | D2          | 10e         | 46          | 34          | 13          | 7           | 14          | 51          | 47          | +4          | 675         | ?        | ?      | 2e tour         | -               | -               |
| 2007-2008 | D2          | 12e         | 43          | 34          | 12          | 7           | 15          | 53          | 63          | -10         | 521         | Valente  | 16     | 1er tour        | -               | -               |
| 2008-2009 | D2          | 12e         | 33          | 30          | 9           | 6           | 15          | 39          | 46          | -7          | 410         | ?        | ?      | 1/8e de f.      | -               | -               |
| 2009-2010 | D5          | ?           | ?           | ?           | ?           | ?           | ?           | ?           | ?           | ?           | ???         | ?        | ?      | -               | -               | -               |
| 2010-2011 | D5          | ?           | ?           | ?           | ?           | ?           | ?           | ?           | ?           | ?           | ???         | ?        | ?      | -               | -               | -               |
| 2011-2012 | D5          | ?           | ?           | ?           | ?           | ?           | ?           | ?           | ?           | ?           | ???         | ?        | ?      | -               | -               | -               |
| 2012-2013 | D5          | ?           | ?           | ?           | ?           | ?           | ?           | ?           | ?           | ?           | ???         | ?        | ?      | -               | -               | -               |
| 2013-2014 | D5 - Gr. 2  | 2e          | 56          | 24          | 17          | 2           | 5           | 53          | 27          | +26         | ???         | Wüthrich | 5      | 1er tour        | -               | -               |
| 2014-2015 | D5 - Gr. 2  | 1er         | 71          | 26          | 23          | 2           | 1           | 52          | 23          | +29         | ???         | Wüthrich | 22     | 1er tour        | -               | -               |
| 2015-2016 | D4          | 2e          | 48          | 26          | 14          | 6           | 6           | 59          | 26          | +33         | 378         | Wüthrich | 14     | 2e tour         | -               | -               |
| 2016-2017 | D3          | 9e          | 39          | 30          | 10          | 9           | 11          | 44          | 46          | -2          | 347         | Wüthrich | 8      | 1er tour        | -               | -               |
| 2017-2018 | D3          | 15e         | 30          | 30          | 8           | 6           | 16          | 37          | 50          | -13         | 357         |          |        | -               | -               | -               |
| 2018-2019 | D3          | 16e         | 11          | 30          | 2           | 5           | 23          | 25          | 95          | -70         | 182         |          |        | -               | -               | -               |
| 2019-2020 | D4 - Gr. 1  | En cours    |             |             |             |             |             |             |             |             |             |          |        | -               | -               | -               |

## Joueurs et personnalités du club

### Entraîneurs
- ?-2019 :  Michaël Licciardi
- 2019-2020 :  José Saiz
- 2020- :  Alexandre Pepe

### Joueurs emblématiques
- André Abegglen
- Charles Antenen
- Olivier Eggiman
- Léo Eichmann
- Willy Jaeggi
- Willy Kernen
- Christian Matthey
- Marcel Mauron
- André Neury
- Philippe Pottier
- Georges Vuilleumier
- /  Daniel Jeandupeux
- Christian Gourcuff
- Maryan Wisnieski
- Abdelkader Mazouz
- Henri Skiba
- Raoul Nogues
- Ian Bridge